# Saint George South East (circunscripción electoral)

Saint George South East en Granada.

Saint George South East es una de las quince circunscripciones electorales en las que se divide Granada para las elecciones a la Cámara de Representantes. Comprende una porción al sudeste en la parroquia de Saint George. La circunscripción se creó para las elecciones de 1972, separándose del resto de la circunscripción de Saint George South.
Saint George South East fue la circunscripción de Maurice Bishop, líder del Movimiento New Jewel y primer ministro de Granada durante el régimen socialista del Gobierno Popular Revolucionario (1979-1983). Tras la invasión estadounidense de 1983, que derrocó al RGP y condujo a la restauración de la democracia en 1984, el escaño fue ocupado por Francis Alexis, líder del Movimiento Democrático de Granada (grupo de exiliados opositores al gobierno de Bishop) como candidato del Nuevo Partido Nacional (NNP) y más tarde del Congreso Nacional Democrático (NDC) hasta 1999. A partir de entonces, la circunscripción ha sido siempre ganada por el partido vencedor a nivel nacional. Su actual parlamentario es Alfred Telesford, del NDC.
De cara a las elecciones de 2022, la circunscripción tenía 5.413 electores registrados.

## Representantes electos
| Elección | Partido | Partido                            | Parlamentario          |
| -------- | ------- | ---------------------------------- | ---------------------- |
| 1972     |         | Partido Laborista Unido de Granada | Arnold Williams        |
| 1976     |         | Movimiento New Jewel               | Maurice Bishop         |
| 1984     |         | Nuevo Partido Nacional             | Francis Alexis         |
| 1990     |         | Congreso Nacional Democrático      | Francis Alexis         |
| 1995     |         | Congreso Nacional Democrático      | Francis Alexis         |
| 1999     |         | Nuevo Partido Nacional             | Gregory Clarence Bowen |
| 2003     |         | Nuevo Partido Nacional             | Gregory Clarence Bowen |
| 2008     |         | Congreso Nacional Democrático      | Ignatiaus Karl Hood    |
| 2013     |         | Nuevo Partido Nacional             | Gregory Clarence Bowen |
| 2018     |         | Nuevo Partido Nacional             | Gregory Clarence Bowen |
| 2022     |         | Congreso Nacional Democrático      | Alfred Telesford       |